# Magdalenapolder (Schoondijke)
De Magdalenapolder is een polder ten westen van Schoondijke, behorende tot de Baarzandepolders.
De langgerekte polder ontstond in 1774 toen een schorrengebied in het Nieuwerhavense Gat, gelegen tussen de Dam bij Schoondijke en de spuisluis bij Scherpbier kon worden ingedijkt, in opdracht van Cornelis Kien van Citters (1732-1805) en anderen. Zo ontstond een polder van 74 ha.
De polder loopt parallel aan de Tragel en ze wordt aan de zuidzijde begrensd door de Tragel-West, waar ook de buurtschap Tragel zich bevindt.

## Trivia
De polder is vernoemd naar Magdalena Adriana Steengracht (1732-1799), de echtgenote van Cornelis Kien van Citters.